# Escada (Pernambuco)
Escada é um município brasileiro do estado de Pernambuco. É o município mais populoso de sua microrregião e um dos principais da Microrregião da Mata Meridional Pernambucana. Está localizada a uma distância de 60 km da capital pernambucana, Recife. Conhecida como "Princesa dos Canaviais" e "Terra dos Barões", apelido que remete as grandes plantações e engenhos de cana de cana-de-açúcar instalados na região. Além da sua rica história, que evolve arte, política, literatura, lutas, resistências, perversidades e belezas arquitetônicas, Escada possui diversos atrativos naturais como as quedas d`água, nascentes de riachos, bicas, corredeiras e alguns resquícios da Mata Atlântica brasileira.
Sua população, segundo a estimativa populacional do IBGE publicada em 2024, era de 62 252 pessoas, apresentando um densidade demográfica de 174,7 hab/km² . Seu território possui uma extensão de 342,584 km², sendo cortado pelo Rio Ipojuca, pela BR 101, uma das mais importes do país, e também pela PE 45. Possivelmente, em um futuro próximo, o município também contará com a presença da Transnordestina. Além disso, também vale destacar a sua localização estratégica por estar a apenas 40 Km do Porto de Suape e outras cidades importantes da Região Metropolitana do Recife.

## Etimologia
O nome "Escada" provém da construção de uma capela erguida por missionários da Congregação do Oratório, vinda de Portugal para a catequese dos indígenas. Como a capela estava localizada no alto do terreno, foi construída uma escada para dar acesso a um "nicho" em louvor a Nossa Senhora da Apresentação, que ficou conhecida como Nossa Senhora da Escada.

## História

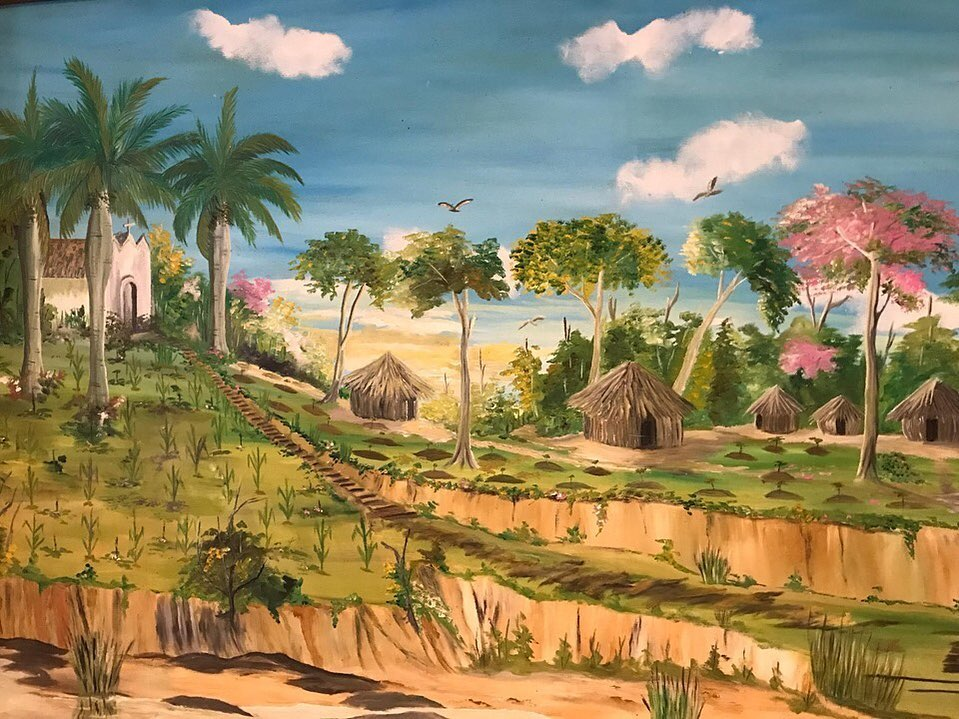
Pintura de Nuncyta Almeida, feita em 1993. Retrata a origem do município.

O povoamento da região, que viria a ser futuramente o município de Escada, partiu de três comunidades indígenas: Potiguaras, Tabajaras e Mariquitos. Teoriza-se que, durante as Invasões Holandesas no século XVII, essa população nativa fugiu para o interior do estado, incluindo o território escadense. Não se sabe ao certo a data de sua fundação, porém é por volta de 1680 que os padres da Congregação do Oratório, que habitavam o Convento da Madre de Deus,receberam a missão de catequizar os indígenas. Assim, em 1685 o território foi intitulado de Aldeia de Nossa Senhora da Escada de Ipojuca.
Os padres da Madre de Deus tinham a incumbência de fornecer a direção espiritual e moral para nativos, que logo foram levados a erguer um oratório no alto da colina ao redor da qual estendia-se o aldeamento. Todavia, em decorrência do relevo acentuado, foi necessária a construção de uma escada em degraus, cavada na argila. Dessa forma, pelo apelo monumental que a escada possuía, decorre a possível origem da nomenclatura de Nossa Senhora da Escada, dada à Padroeira do Oratório, e do município.
Por vários documentos escritos e segundo relata o historiador Sebastião Galvão, verifica-se que em 1757 já era povoação e que fazia parte da freguesia de Ipojuca. Sua população crescia de forma acelerada de dia após dia — não apenas de índios, mas também de colonos que eram atraídos pelas terras férteis. Extinto o aldeamento em 1773, os índios foram mandados, por ordem do Governador João da Costa Souto Maior, para a então colônia de Riacho de Matos.[carece de fontes?]
Atualmente, a população indígena da cidade de Escada continua ativa e resistindo. No processo de retomada territorial e identitária, revitalizando a língua originária e fortalecendo a memória dos ancestrais do Povo Marikito.
Em virtude da Carta Régia de 27 de abril de 1786, teve Escada o procedimento de freguesia, sendo o seu território desmembrado da paróquia de Ipojuca a que pertencia. O distrito de Escada foi criado pela Carta Régia de 27 de abril de 1786 e por Lei Municipal em 6 de março de 1893. A Lei Provincial nº 326, de 19 de abril de 1854, criou o município de Escada, com território desmembrado do município do Cabo de Santo Agostinho. A sede municipal foi elevada à cidade pela Lei Provincial nº 1.093, de 24 de maio de 1873.
O seu primeiro pároco foi o padre Francisco Cavalcanti de Albuquerque Lacerda. Em virtude do Alvará de 7 de dezembro de 1813, foram os seus limites primitivos aumentados com a incorporação de alguns engenhos das freguesias do Cabo, da Vitória de Santo Antão e de Sirinhaém.
Durante as décadas seguintes a cidade alcançou grande desenvolvimento econômico. Sua economia durante os séculos XIX e XX girava entorno do comércio e da agricultura — principalmente por causa das plantações de cana-de-açúcar. Seu apogeu tecnológico foi nas décadas de 1930 a 1970, quando Escada tornou-se uma das maiores e principais cidades de Pernambuco. Durante esse período os escadenses pr esenciaram a construção de ícones arquitetônicos, a fundação daCompanhia Industrial Pirapama, da Vila Operária, da estação de trens, dos carros e dos cinemas.

## Geografia

### Limites Geográficos
Municípios limítrofes e orientações:
| Noroeste: Primavera e Vitória de Santo Antão | Norte: Vitória de Santo Antão e Cabo de Santo Agostinho | Nordeste: Cabo de Santo Agostinho e Ipojuca |
| Oeste: Primavera                             |                                                         | Este: Ipojuca                               |
| Sudoeste: Ribeirão                           | Sul: Sirinhaém e Ribeirão                               | Sudeste: Sirinhaém e Ipojuca                |

Fonte: FIDEM, Perfil Municipal e Tribunal Regional Eleitoral - TRE-PE.
Inserido na Microrregião da Mata Meridional Pernambucana (Mata Sul), o município possui uma área territorial de 347,197 quilômetros quadrados, cortada pela rodovia BR-101, uma das mais importantes do Brasil, pelas estaduais PE 45, 51 e 63, pelo Rio Ipojuca e, futuramente, pela Transnordestina. Possui as seguintes coordenadas: 8° 21' 33" latitude sul e 35° 13' 25" longitude oeste 35° 13' 25" A distância até sua capital, Recife, é de 60 km; para o Porto de Suape o percurso é de 40 Km Seus municípios limítrofes são: Cabo de Santo Agostinho, Vitória de Santo Antão, Ribeirã o, Sirinhaém, Primavera e Ipojuca.

### Relevo e solo
Segundo estudos realizados pelo professor Jurandyr Ross, divulgados em 1995, através de dados obtidos pelo sistema de radares do projeto RadamBrasil, do Ministério de Minas e Energia, o relevo escadense está na classificação de planícies e tabuleiros litorâneos. Na cadeia de estruturas geológicas da Terra, o município encontra-se em uma região de bacia sedimentar — formações rochosas decorrentes da estratificação de sedimentos. Além disso, o solo é caracterizado como sendo Argissolo, ou seja, apresenta cores vermelhas a amarelas e textura argilosa, abaixo de um horizonte A ou E de cores mais claras e textura arenosa ou média, com baixos teores de matéria orgânica. Por ser uma área de planície, o terreno como um todo não apresenta picos muito elevados; o ponto mais alto é o da Pedra Americana, localizado a mais de 400 metros acima do nível do mar, de onde é possível ter uma vista panorâmica da paisagem.

### Clima
Característico da sua região, a Zona da Mata, o clima escadense possui elevadas taxas de pluviosidade e precipitação entre os meses de março e agosto, sendo classificado como tropical húmido. Não há variação extrema da temperatura e o verão costuma ser quente e seco, com poucas nuvens. Segundo o site Weather Spark, levando em conta o índice de praia/piscina, a melhor época do ano para visitar Escada e realizar atividades de clima quente é do fim de julho ao fim de outubro.
| Dados climatológicos para Escada       | Dados climatológicos para Escada | Dados climatológicos para Escada | Dados climatológicos para Escada | Dados climatológicos para Escada | Dados climatológicos para Escada | Dados climatológicos para Escada | Dados climatológicos para Escada | Dados climatológicos para Escada | Dados climatológicos para Escada | Dados climatológicos para Escada | Dados climatológicos para Escada | Dados climatológicos para Escada | Dados climatológicos para Escada |
| Mês                                    | Jan                              | Fev                              | Mar                              | Abr                              | Mai                              | Jun                              | Jul                              | Ago                              | Set                              | Out                              | Nov                              | Dez                              |                                  |
| -------------------------------------- | -------------------------------- | -------------------------------- | -------------------------------- | -------------------------------- | -------------------------------- | -------------------------------- | -------------------------------- | -------------------------------- | -------------------------------- | -------------------------------- | -------------------------------- | -------------------------------- | -------------------------------- |
| Temperatura máxima média (°C)          | 32,3                             | 32,2                             | 32,2                             | 31,1                             | 30,1                             | 29,3                             | 28,1                             | 28,2                             | 28,6                             | 30,1                             | 31,4                             | 31,5                             |                                  |
| Temperatura mínima média (°C)          | 24,2                             | 24,4                             | 24,5                             | 24,1                             | 23,6                             | 23,4                             | 21,5                             | 22,8                             | 22,9                             | 23,1                             | 24,1                             | 23,3                             |                                  |
| Precipitação (mm)                      | 41,6                             | 64,4                             | 92,8                             | 134,5                            | 153,8                            | 180,8                            | 156,2                            | 76,6                             | 38,7                             | 14,6                             | 11,1                             | 21,4                             |                                  |
| Dias com chuva                         | 6,3                              | 8,2                              | 11,7                             | 14,6                             | 16,5                             | 18,0                             | 16,5                             | 11,2                             | 5,5                              | 2,6                              | 2,0                              | 3,6                              |                                  |
| Fonte: Tempo Agora 02 de junho de 2022 |                                  |                                  |                                  |                                  |                                  |                                  |                                  |                                  |                                  |                                  |                                  |                                  |                                  |

### Hidrografia
Escada possui o em seu território os rios Jaguaribe e Sapucaji, afluentes do Rio Ipojuca. No âmbito nacional, o território escadense está inserido na região hidrográfica Atlântico Nordeste Oriental. No âmbito estadual, também faz parte das bacias hidrográficas Ipojuca e Sirinhaém. O Rio Ipojuca, que corta a cidade em dois grandes blocos, tornou-se um ícone para cidade, principalmente por causa da Ponte Atalaia. Todavia, em decorrência da falta de planejamento urbano, há ocorrências de enchentes e poluição.

### Demografia
Segundo estimativas do IBGE (Instituto Brasileiro de Geografia e Estatística), Escada detinha 69 701 habitantes em 2021, tornando-se a cidade mais populosa da Microrregião da Mata Meridional Pernambucana (Mata Sul). No Censo Demográfico realizado pelo IBGE em 2010 — quando a população era de 63 535 habitantes — sua densidade populacional era de 183,07 hab/km² — atualmente esse número gira em torno de 200,08 hab/km²; havia 31.151 homens e 32.366 mulheres; a população urbana era de 53.964 pessoas (84,9%) e a rural contava com 9.553 pessoas (15,1%). A população parda representava 46,9% (29.806); a branca, 20,9% (13.311); a preta, 3,4% (2.205); a amarela, 0,43% (275); a indígena, apenas 0,01% (9).

### Religião
O Censo Demográfico de 2010 também revelou que 77,5% (49 243) da população considerava-se cristã. Desses 49 243 cristãos, 47,6% (30 272) eram católicos e 29,8% (18 971) eram evangélicos. Os espíritas representavam 0,34% (218); a Umbanda e Candomblé possuíam 0,10% (63); outras religiões 0,98% (622). Aqueles que se declararam sem religião representaram 18,79% (11 934), já os que não souberam tiveram um número de 0,11% (69). Durante todo ano há eventos realizados pelas entidades religiosas, a festa da Nossa Senhora da Escada e os congressos da Igreja Evangélica Assembleia de Deus são os principais.

## Economia
Escada registrou um PIB nominal de 1,306 bilhão de reais e um PIB nominal per capta de  18.743,36 reais em 2021. Em relação ao PIB nominal, o município ocupou a 25º posição em Pernambuco, já em per capta ocupou a posição 28. Em 2021 o salário médio mensal dos trabalhadores formais foi verificado como sendo de 1,6 salário mínimo, estando na posição 102 a nível estadual . A porcentagem de pessoal ocupado em 2021 era de 10,3% ou 8.896 pessoas, em números absolutos . Além disso, segundo o PNUD, o seu IDH (Índice de Desenvolvimento Humano) era de 0,632 em 2010, sendo considerado médio e estando entre um dos melhores da região. No Índice de Gine a pontuação foi de 0,46 em 2010.
|                          | 1991   | 2000   | 2010   |
| Renda per capta (em R$)  | 130,14 | 193,83 | 322,46 |
| % de pobres              | 73,21  | 55,57  | 25,31  |
| % de extremamente pobres | 43.02  | 23,66  | 9,35   |
| Índice de Gine           | 0,51   | 0,51   | 0,46   |

Fonte: PNUD, Ipea e FJP.

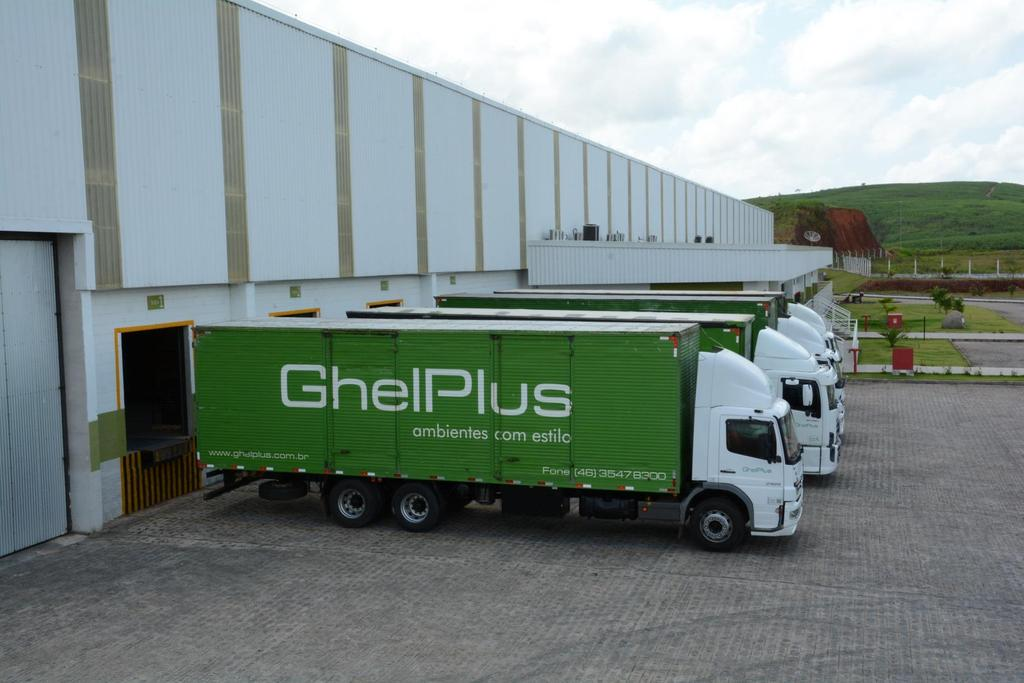
Fábrica da GhelPlus no Distrito Industrial de Escada.

Dados da Agência Condepe/Fidem confirmam o setor industrial como a principal atividade econômica dessa cidade, representando 37% do PIB, seguido pelos setores de agropecuária e serviços. O Distrito Industrial João Gouveia da Silva conta com várias empresas como a Tigre e a GhelPlus, estando em constante expansão, recebendo outras grandes empresas como a Umaflex. Outrossim, em 2017 o IBGE criou uma nova forma de organizar os municípios e regiões brasileiras em regiões geográficas intermediárias e imediatas. Dentro desse arranjo Escada ficou localizada na Região Geográfica Intermediária do Recife, a maior do Norte-Nordeste, contendo uma população de 5 713 883 habitantes e um PIB nominal de 135,014 bilhões de reais em 2018. Em 11 de setembro de 2018 houve uma atualização para o incremento da Região Geográfica Imediata de Escada-Ribeirão. Além disso, Escada também faz parte do Território Estratégico de Suape, o mais completo polo para a localização de negócios industriais e portuários da Região Nordeste.  Assim, é possível vislumbrar a localização privilegiada da cidade, levando em conta a sua região e seus acessos. 

## Turismo

### Construções Históricas

#### Casarões, engenhos e usinas

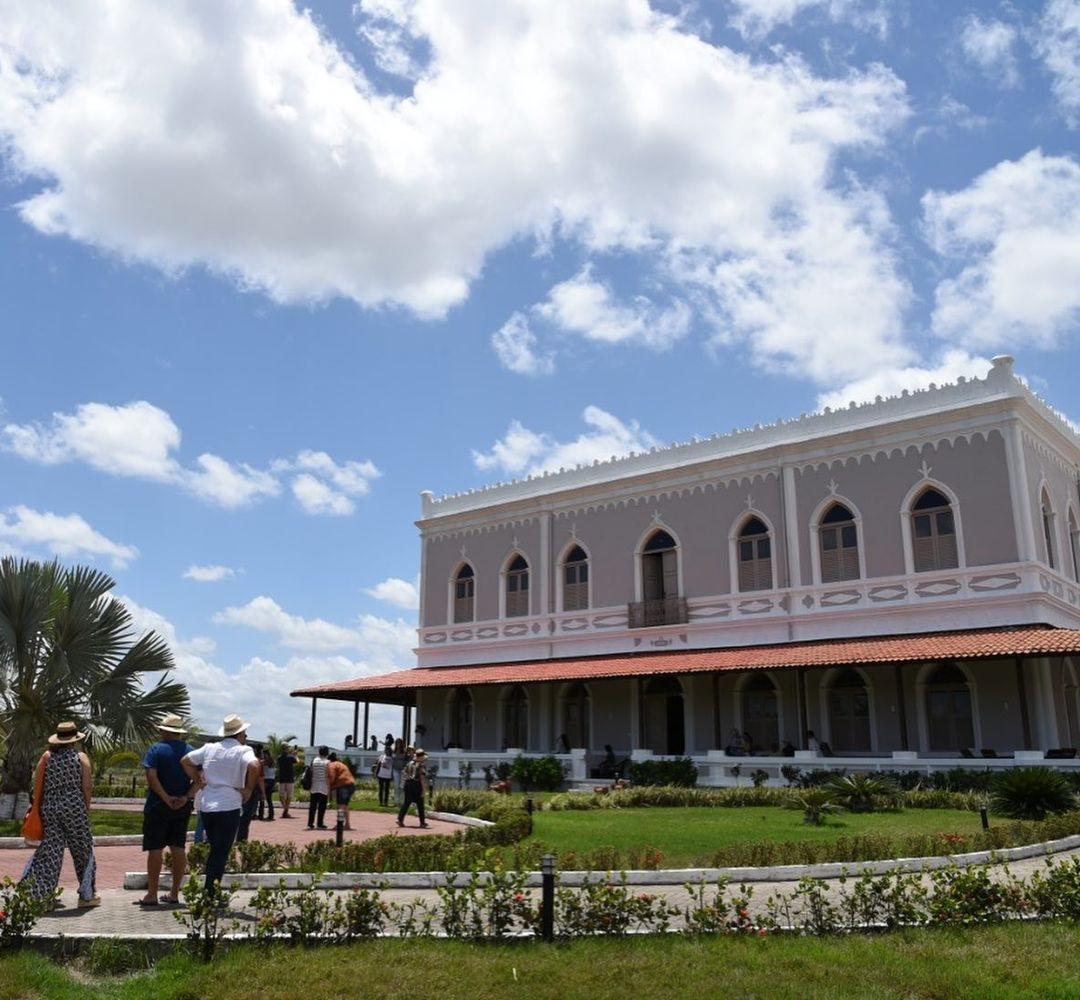
Engenho Limoeiro Velho de 1875.Casarão do Engenho Sapucaji de 1852.

Escada conta com dezenas de construções históricas e as casas-grandes dos engenhos chamam a atenção por sua imponência, o que leva a cidade a carregar o apelido de "terra dos barões". Entretanto, as surpresas não se limitam apenas a estética, levando em conta os moradores desses locais: parte da elite pernambucana. Diversas personalidades nacionais e internacionais importantes viveram, hospedaram-se ou até nasceram nesses engenhos. Dentre dos vários casarões do século XIX, merecem destaque a casa grande do Engenho Limoeiro Velho (local em que foi gravado o filme Riacho do Sangue), a Casa-Grande de Jundiá (local onde nasceu e viveu o pintor escadense Cícero Dias) Casa Grande de Canto Escuro, Casa-Grande de Sapucaji, Casarão de Frexeiras e Engenho Conceição de Cima.

#### Igrejas e capelas

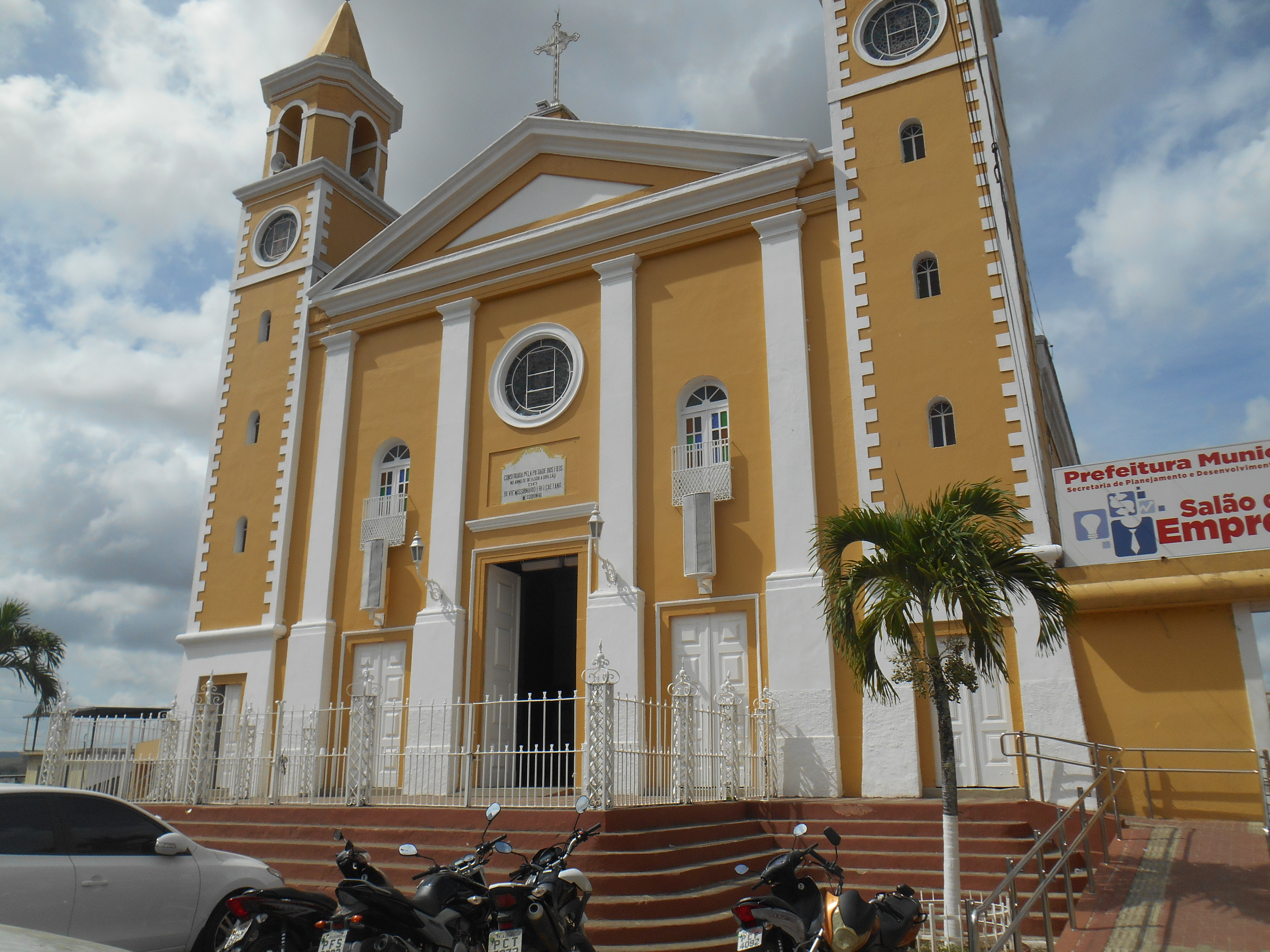
Igreja Matriz de Escada

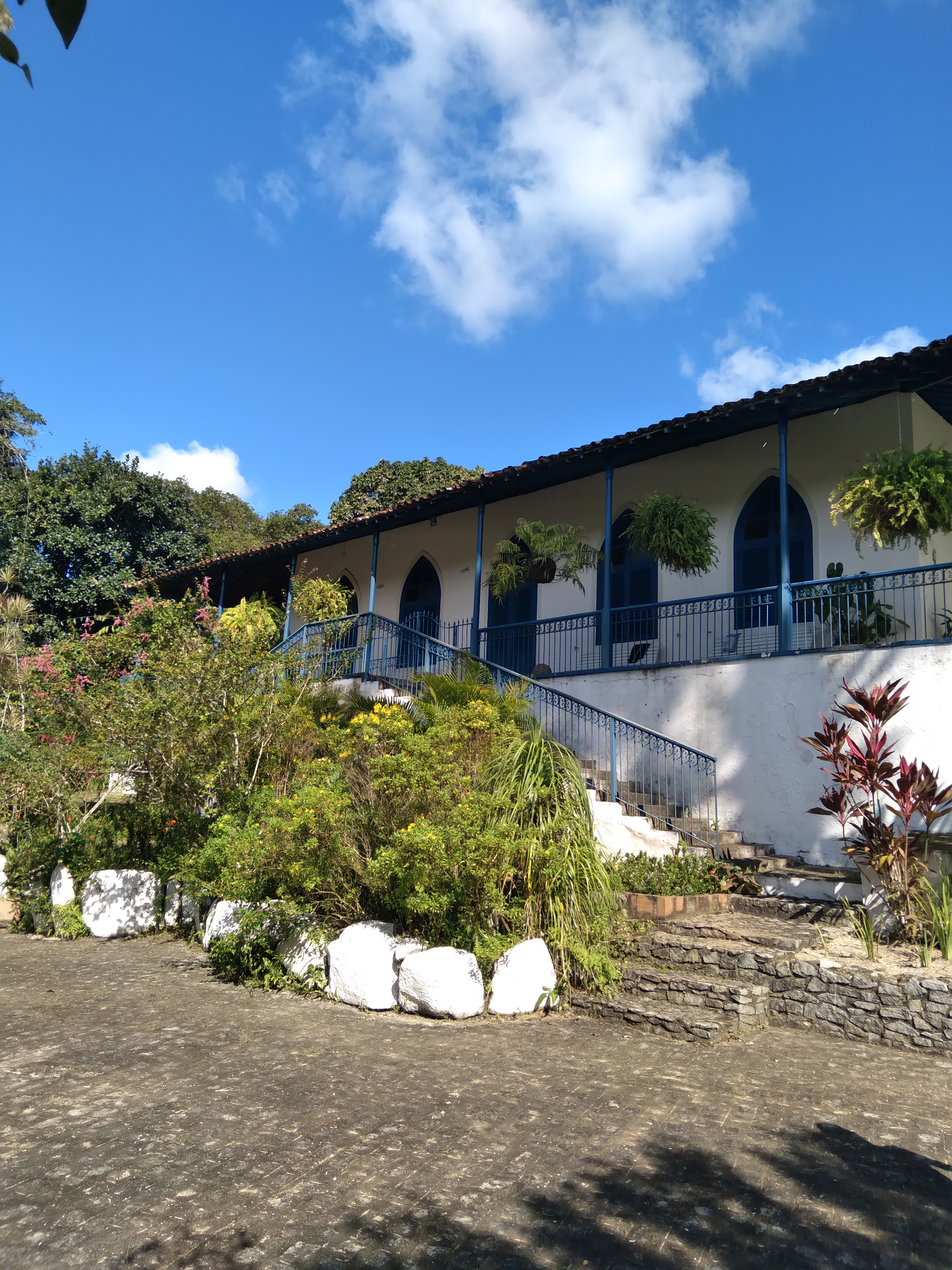
Casa-grande do Engenho Canto Escuro

As igrejas e capelas da igreja católica em Escada também possuem imenso valor histórico e arquitetônico. Datada do ano de 1874, a Igreja Matriz é o cartão postal da cidade, é principal ícone e surpreende por sua beleza, tanto que em 27 de dezembro de 2021 a Igreja Matriz de Nossa Senhora da Escada foi elevada pela Arquidiocese de Olinda e Recife à condição de Santuário. Outrossim, no distrito de Massauassu é possível encontrar a belíssima Capela Nossa Senhora do Carmo, além de tantas outras nos engenhos.

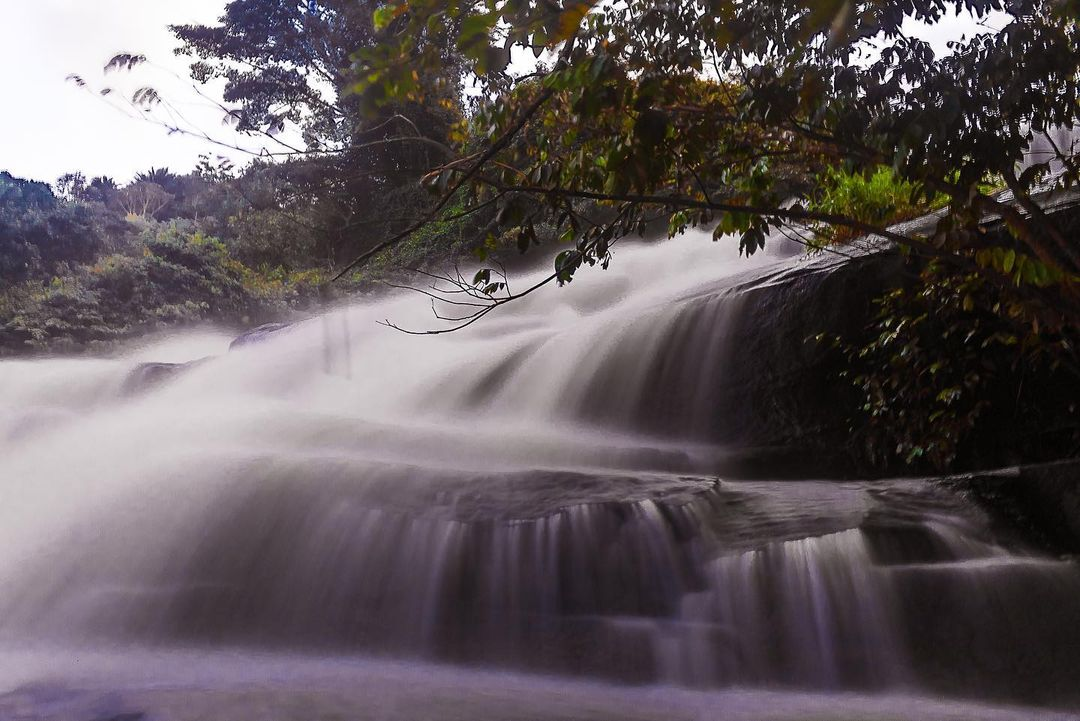
Cachoeira Pirapama. Vista da Usina de Timboassu.

#### Trilhas, banhos e cachoeiras
Por estar em uma área de Mata Atlântica, o município ainda preserva alguns tesouros naturais. É possível conectar-se com a natureza fazendo trilhas ecológicas e caminhadas na zona rural. Ainda vale ressaltar as lindas cachoeiras, muitas apropriadas para o banho, que são encontras nas matas. Também há diversos banhos e piscinas que estão a disposição para o lazer dos visitantes.

### Festas e eventos
Durante todo ano são realizados vários eventos e festividades na cidade. Em fevereiro o período de carnaval é bem agitado e blocos tradicionais saem para as ruas, é considerado o maior carnaval da Mata Sul de Pernambuco. Em maio comemora-se a data de Emancipação Política do município, contando com shows de grandes artistas. Em junho as festas juninas são festejadas pela população. Em novembro a festa de Nossa Senhora da Escada é comemorada pela Igreja Católica, onde há a montagem de um parque de diversões no centro da cidade. Também tem congressos realizados pelas igrejas evangélicas e cavalgadas.

### Museus
Espaço Cultural Museu Cícero Dias, Museu do Turismo Rural de Escada e Museu do Povo Marikito

## Legislação Municipal
- Lei Orgânica do Município
- Plano Diretor
- Plano Municipal de Cultura